# الامبراطور جيانوين
الإمبراطور جيانوين (ولد في 5 ديسمبر عام 1377، واختفى في 13 يوليو عام 1402). كان الإمبراطور الثاني لسلالة من مينغ التي حكمت بين عامي 1398 و1402.
كان اسمه الشخصي تشو يونوين. عُرف عصر حُكمه باسم جيانوين، والتي تعني «ترسيخ الكياسة»، والتي مثّلت تغيّرًا حادًا في نمط حكم هانغوو، «الحربية الشاملة»، وهو اسم الحقبة التي حكمها جدّه وسلفه، الإمبراطور هانغوو. لم يستمرّ حكمه طويلًا: إذ أدت محاولته في التضييق على أعمامه إلى قيام تمرد جينجنان. أُطيحَ أخيرًا بالإمبراطور جيانوين من قبل أحد أعمامه، تشو دي، الذي استلم عرش امبراطور يونغلي. على الرغم من تقديم الامبراطور يونغلي جثة متفحمة ادعى عودتها لـ تشو يونوين، دارت شائعات لعقود حول تنكّر الامبراطور جيانون كراهبٍ بوذي وهربه من القصر بعد أن أشعلت قوات تشو دي النيران فيه. تكهّن البعض بأنّ إحدى الأسباب وراء تمويل الإمبراطور يونغلي لبعثات تشنغ خه البحرية في بداية القرن السادس عشر، كان لبحث تشنغ خه عن الإمبراطور جيانوين، الذي كان يُعتقد بأنه نجا وهرب إلى جنوب شرق آسيا. يعتقد بعض المؤرخين بحقيقة هرب الإمبراطور جيانوين من نانجينغ، لكن الحكايات الأصليّة عُدلت لاحقًا خلال فترة حكم سلالة تشينغ لإرضاء الحكام المانشويين.

## النشأة
كان والد تشو يونوين، تشو بياو، الابن الأكبر لـ تشو يوان تشانغ. تُوِّج وليّ عهدٍ عام 1368 بعد تأسيس تشو يوان تشانغ سلالة مينغ الحاكمة وعُرف لاحقًا باسم الامبراطور هونغوو. بعد موت تشو بياو عام 1392، ارتأى الإمبراطور هونغوو مبدأيًا اختيار وريثٍ للعرش من بين أبنائه، الذين تمتعوا بنفوذ كبير في إماراتهم على امتداد إمبراطورية مينغ. إلا أنه بعد عدة أشهر من المناقشات المتأنية مع أتباعه، قرر الالتزام بقواعد البكورية الصارمة التي وضعها أجداده، ونصّب ابن تشو بياو، شو يونوين، كولي العهد الجديد.